# Hydrocotyle tambalomaensis
Hydrocotyle tambalomaensis är en växtart i släktet Hydrocotyle och familjen araliaväxter.
Arten förekommer i Ecuador. Den beskrevs av Hermann Wolff 1907.